# Дроздов Артур Миколайович
Артур Миколайович Дроздов (нар. 23 жовтня 1980, Якутськ, СРСР) — український професіональний баскетболіст, виступав на позиції легкого форварда.

## Ігрова кар'єра
Починав займатися баскетболом з дитинства. Вчився в ДЮСШ в Донецьку.
У віці 17 років став гравцем російської команди «Автодор» (1999—2000). 2000 року підписав контракт із французьким «По-Ортез». 2002 отримав нагороду найкращого гравця чемпіонату Франції. У складі команди став чемпіоном Франції в сезонах 2000—2001, 2002—2003 та 2003—2004. 2003 року взяв участь у Кубку асів «Semaine des As 2003».
2006 року підписав контракт із БК «Київ». Команда на чолі з Дроздовим стала фіналістом кубка України 2007 року, фіналістом «плей-оф Чемпіонату України» 2007 та 2008 років. В цей час став капітаном збірної України.
У сезоні 2008—2009 був капітаном БК «Київ».
2009 перейшов до БК «Донецьк», а після банкрутства клубу в січні 2010 року — до «Будівельника», де здобув титул «Найкращого форварда сезону 2010».
У серпні 2010 року підписав контракт з італійською командою «Ванолі».
2011 року повернувся до України, підписавши контракт із маріупольським «Азовмашем».
Перед сезоном 2012—2013 повернувся до «Будівельника», викупивши свій контракт у маріупольського клубу. У складі «Будівельника» вперше в кар'єрі став чемпіоном України, дійшов до півфіналу Єврокубка і знову був визнаний найкращим легким форвардом Суперліги.
2014 року на короткий період повернувся до французького «По-Ортез». Зігравши 8 матчів у чемпіонаті, отримав травму, після чого більше на майданчику не з'являвся.
Протягом 2015—2016 років виступав за клуб «Динамо» Київ.
З 2016 року знову є гравцем київського «Будівельника».. Виступав у складі київського клубу 2 роки, після чого завершив кар'єру.

## Титули і досягнення

### Командні
«Будівельник»Чемпіон Суперліги: 2013, 2014, 2017
«По-Ортез»Чемпіон Франції: 2001, 2003, 2004
Володар Кубка Франції: 2002, 2003
«Київ»Володар Кубка України: 2007

### Індивідуальні
Найкращий легкий форвард Суперліги: 2010, 2013